# Pineville (Kentucky)
Pineville es una ciudad ubicada en el condado de Bell en el estado estadounidense de Kentucky. En el Censo de 2010 tenía una población de 1732 habitantes y una densidad poblacional de 382,35 personas por km².

## Geografía
Pineville se encuentra ubicada en las coordenadas 36°45′18″N 83°42′1″O / 36.75500, -83.70028. Según la Oficina del Censo de los Estados Unidos, Pineville tiene una superficie total de 4.53 km², de la cual 4.28 km² corresponden a tierra firme y (5.55%) 0.25 km² es agua.

## Demografía
Según el censo de 2010, había 1732 personas residiendo en Pineville. La densidad de población era de 382,35 hab./km². De los 1732 habitantes, Pineville estaba compuesto por el 95.21% blancos, el 2.94% eran afroamericanos, el 0.23% eran amerindios, el 0.4% eran asiáticos, el 0% eran isleños del Pacífico, el 0.12% eran de otras razas y el 1.1% pertenecían a dos o más razas. Del total de la población el 1.04% eran hispanos o latinos de cualquier raza.